# Rivière d'Argent
Rivière d'Argent är ett vattendrag i Kanada.   Det ligger i provinsen Québec, i den sydöstra delen av landet, 160 km norr om huvudstaden Ottawa.
I omgivningarna runt Rivière d'Argent växer i huvudsak blandskog. Trakten runt Rivière d'Argent är nära nog obefolkad, med mindre än två invånare per kvadratkilometer.